# コンテ・ディ・カブール (戦艦)
|          | |
| 艦歴     | |
| 発注:    | |
| 起工:    | 1910年8月10日 |
| 進水:    | 1911年8月10日 |
| 就役:    | 1915年4月1日 |
| 退役:    | 1928年5月18日 |
| その後:  | 1943年9月10日に鹵獲 |
| 除籍:    | 1947年 |
| 性能諸元 | |
| 排水量:  | 建造時 基準：23,088トン 満載：25,086トン 改装後 基準：28,800トン 満載：29,100トン |
| 全長:    | 建造時 168.9 - 176.1 m 改装後 168.9 - 186.4 m |
| 全幅:    | 28 m |
| 吃水:    | 建造時 9.4 m 改装後 10.4 m |
| 機関:    | 建造時 20缶、4軸推進、31,000 hp 改装後 8缶、2軸推進、93,000 hp |
| 最大速:  | 建造時 21.5 ノット (41 km/h) 改装後 28 ノット (53 km/h) |
| 兵員:    | 建造時 1,000名 改装後 1,236名 |
| 兵装:    | 建造時： 30.5cm(46口径)3連装砲3基 +同連装砲2基 12cm(50口径)単装速射砲18基 7.6cm(50口径)単装速射砲13基 7.6cm(40口径)単装砲速射6基 45cm水中単装魚雷発射管3基 改装後： 32cm(43.8口径)3連装砲2基 +同連装砲2基 12cm(50口径)連装速射砲6基 100mm(47口径)連装高角砲4基 37mm(54口径)連装機関砲4基 13.2mm(75.7口径)連装機銃6基 |

コンテ・ディ・カブール (Conte di Cavour) は、イタリア王国が保有した弩級戦艦。
コンテ・ディ・カブール級戦艦のネームシップ。艦名はイタリアの政治家カミッロ・カヴールに由来する。第一次世界大戦中に爆沈した姉妹艦レオナルド・ダ・ヴィンチ (Leonardo da Vinci) を除く本級2隻（カブール、ジュリオ・チェザーレ）は、海軍休日時代にダンケルク級戦艦への対抗策を兼ねて徹底的な近代化改装工事を受け、高速戦艦に生まれ変わった。
第二次世界大戦のイタリア参戦時、イタリア王立海軍 (Regia Marina)で実戦に間に合う戦艦は本級2隻（カブール、チェザーレ）のみで、1940年（昭和15年）7月9日のカラブリア沖海戦に参加している。同年11月11日のタラント空襲でソードフィッシュ艦上攻撃機の夜間雷撃により大破、着底する。1941年後半に浮揚され、港湾都市トリエステで修理をおこなうが、イタリアの降伏までに完了しなかった。その後、進駐してきたドイツ軍に鹵獲され、大戦末期に連合国の空襲で損傷して放棄される。終戦後に解体された。

## 艦歴

### 改装前
イタリア王国が最初に建造した弩級戦艦はダンテ・アリギエーリ (Dante Alighieri) である。つづいて建造された弩級戦艦が本級で、衝角の廃止、主砲の背負い式配置など、当時としては先進的な試みを採用している。46口径12インチ砲は、三連装砲塔と連装砲塔の混在式で、すべて船体中心線上に配置した。しかし副砲の威力不足という指摘があり、改良型のカイオ・ドゥイリオ級戦艦が建造された。
カブール級の同型艦は3隻（コンテ・ディ・カブール、ジュリオ・チェザーレ、レオナルド・ダヴィンチ）である。本艦はラ・スペツィア海軍工廠で建造された。1910年（明治43年）8月10日、起工。1911年（明治44年）8月10日、進水。1915年（明治45年）4月10日、就役。差し迫ったオーストリア・ハンガリー帝国との戦争に備えてターラントに配備された。1915年（大正4年）5月24日の第一次世界大戦勃発時には、探検家としても知られるルイージ・アメデーオ・ディ・サヴォイア少将の旗艦になった。1916年（大正5年）8月2日夜、ターラントで姉妹艦レオナルド・ダ・ヴィンチ (Leonardo da Vinci) が爆沈する。戦争中、敵と交戦することはなかった。
戦争後北アメリカへの宣伝航海をおこなった。その航海ではジブラルタル、ポンタ・デルガダ、ファイアル島、ハリファックス、ボストン、ニューポート、トプキンスビル、ニューヨーク、フィラデルフィア、アナポリス、ハンプトンローズに寄航した。
1922年（大正11年）の夏、国王ヴィットーリオ・エマヌエーレ3世がコンテ・ディ・カブールでイタリア領となったアドリア海沿岸の都市を訪れた。1923年（大正12年）8月から9月にかけて、ケルキラ島をめぐるイタリア王国とギリシャ王国の領土紛争問題に投入され、艦砲射撃をおこなう（コルフ島事件）。また、1925年（大正14年）4月にはベニート・ムッソリーニがトリポリを訪れるのにも使用された。この頃、前檣を四脚にして場所を移動するなどの小改造をおこなった。
1928年（昭和3年）5月12日、タラントで武装解除された。予備艦となる。1933年（昭和8年）10月、コンテ・ディ・カブールは改装工事のためトリエステへ移された。カブール級2隻（カブール、チェザーレ）は先行して徹底的近代化改装工事を受ける。三番砲塔を撤去、主砲を32cm砲に拡大（三連装砲塔2基、連装砲塔2基、計10門）、機関の換装と船体の改造という、外観が一変する大改造であった。本艦の改装は1937年（昭和12年）6月に完成したという。

### イタリア参戦後

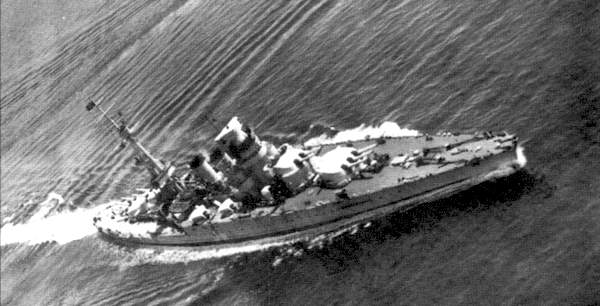
大改装後のコンテ・ディ・カブール

1940年（昭和15年）6月10日、イタリア王国は連合国に宣戦布告して地中海戦線が形成され、地中海攻防戦が始まった。開戦時点でリットリオ級戦艦は訓練中、カイオ・ドゥイリオ級戦艦も改造工事が終わっておらず、戦闘可能なイタリア王立海軍の戦艦は本級2隻（カブール、チェザーレ）だけだった。本艦はタラントにあった。
同年7月9日、カブール級2隻（カブール、チェザーレ）はカラブリア沖海戦に参加してイギリス海軍の地中海艦隊と交戦する。姉妹艦チェザーレは英艦隊旗艦ウォースパイト (HMS Warspite) の15インチ砲弾を浴びて損傷した。
8月になるとリットリオ級戦艦2隻（リットリオ、ヴィットリオ・ヴェネト）と大改造戦艦カイオ・ドゥイリ (Caio Duilio) の戦力化が完了し、イタリア王立海軍は本級2隻（カブール、チェザーレ）を加えてマルタ輸送船団と英護衛艦隊の迎撃に出動した。幾度か出撃したが、海戦には至らなかった（ハッツ作戦、MB5作戦など）。同年11月中旬、イギリス地中海艦隊はMB8作戦にともなうジャッジメント作戦 (Opetation judgment) を発動し、装甲空母イラストリアス (HMS Illustrious, R87) から21機のソードフィッシュ雷撃機が発進してターラントに夜間奇襲を敢行する（タラント空襲）。11月11日から12日にかけての夜間雷撃でターラントに停泊していたイタリア主力艦隊のうち、3隻（カブール、リットリオ、カイオ・ドゥイリオ）が魚雷の命中により浸水被害を受け、着底した。英軍側はソードフィッシュ2機を喪失し、本艦を雷撃した第815海軍飛行隊のケネス・ウィリアムソン少佐（隊長機）とスカーレット大尉は捕虜となった。
本艦は1941年（昭和16年）7月に引き揚げられ、曳航されてトリエステ港に移動し、修理を開始する。だが戦況の悪化などから、1943年初頭に工事は中止された。
1943年（昭和18年）9月8日、イタリア王国が降伏して枢軸国から離脱を図る。ドイツ軍はアクセ作戦を発動して北イタリアに侵攻、傀儡政権のイタリア社会共和国を樹立した。トリエステはドイツ占領地帯となり、本艦もドイツ軍に捕獲された。1945年（昭和20年）2月15日のトリエステ爆撃で損傷し、放棄される。姉妹艦ジュリオ・チェザーレはソビエト連邦に戦利艦として引き渡されて戦艦ノヴォロシースク (Новороссийск) ととなったが、本艦はスクラップとなった。

### 注
1. ↑  鹵獲されるのを避けて「自沈した」とする文献もある[28]。

## 参考図書
- ジョン・ジョーダン『戦艦　AN ILLUSTRATED GUIDE TO BATTLESHIPS AND BATTLECRUISERS』石橋孝夫(訳)、株式会社ホビージャパン〈イラストレイテッド・ガイド6〉、1988年11月。ISBN 4-938461-35-8。
- 太平洋戦争研究会、岡田幸和、谷井建三(イラストレーション)『ビッグマンスペシャル　世界の戦艦　〔 大艦巨砲編 〕　THE BATTLESHIPS OF WORLD WAR II』世界文化社、1998年11月。ISBN 4-418-98140-3。
- 太平洋戦争研究会、岡田幸和、瀬名堯彦、谷井建三(イラストレーション)『ビッグマンスペシャル　世界の戦艦　〔 弩級戦艦編 〕　BATTLESHIPS OF DREADNOUGHTS AGE』世界文化社、1999年3月。ISBN 4-418-99101-8。
- ドナルド・マッキンタイヤー「6.独・伊海軍を制圧」『空母　日米機動部隊の激突』寺井義守 訳、株式会社サンケイ出版〈第二次世界大戦文庫23〉、1985年10月。ISBN 4-383-02415-7。
- 月間雑誌「丸」編集部編『丸季刊　全特集　写真集　世界の戦艦　仏伊ソ、ほか10ヶ国の戦艦のすべて　THE　MARU GRAPHIC　SUMMER 1977』株式会社潮書房〈丸　Graphic・Quarterly　第29号〉、1977年7月。
- ミリタリー・クラシックス編集部、執筆（松代守弘、瀬戸利春、福田誠、伊藤龍太郎）、図面作成（田村紀雄、こがしゅうと、多田圭一）「第四章　ドイツ、フランス、イタリアの戦艦」『第二次大戦 世界の戦艦』イカロス出版〈ミリタリー選書6〉、2005年9月。ISBN 4-87149-719-4。